# Miko Mission
Miko Mission (* 22. Juni 1945 in Alessandria, als Pier Michele Bozzetti) ist ein italienischer Musiker. Er war zunächst als Don Miko und Miko bekannt und wurde Mitte der 1980er Jahre zu einem Vorreiter der Italo-Disco-Welle.

## Biografie
Bozzetti war zunächst Mitglied der Formation 'Loopside', die mit dem Song Starman einen kleinen Achtungserfolg erzielte. Ab 1964 veröffentlichte er, zunächst als Don Miko, später als Miko, diverse Singles in italienischer Sprache. 
Mit androgynem Auftreten à la David Bowie oder Fancy trat er ab 1984 als Miko Mission in Erscheinung. Die erste Single How Old Are You wurde ein Hit in den europäischen Diskotheken. Das nachfolgende The World Is You stieg sogar in die deutschen Singlecharts. Two for Love hieß der dritte Dance-Hit des Italieners.
Mit dem Aufkommen der Acid-House-Welle verblasste der Stern Bozzettis. Ein Comebackversuch in den 1990er Jahren scheiterte. Heute ist er fast ausschließlich als Musikproduzent für andere Interpreten tätig. Seine Hit-Singles wurden häufig gecovert.

## Diskografie

### Alben
- 1999: The Greatest Remixes Hits

### Singles
als Don Miko
- 1964: Non hai più niente per me
- 1965: Michelle / Non verrà
- 1965: O credi agli amici o credi a me
- 1965: Un giorno intero / Abbasso te!
- 1965: E poi verrà l'autunno / Non ti scusare
- 1968: Le tue favole / I cavalli neri
- 1969: Quando l'amore se ne va / Cade il mondo
- 1971: Susanna T. / Occhi tristi

als Miko
- 1975: Signora tu
- 1977: Angelina

als Miko Mission
- 1984: How Old Are You?
- 1984: The World Is You
- 1985: Two for Love
- 1986: Strip Tease
- 1987: Toc Toc Toc
- 1988: I Believe
- 1989: One Step to Heaven
- 1989: Rock Me Round the World
- 1993: I Can Fly
- 1996: Mr Blue
- 1999: How Old Are You RMX 2000
- 2003: The World Is You (Italo Allstars feat. Miko Mission)
- 2008: Thinking of You
- 2010: Let it Be Love
- 2014: Universal Feeling
- 2020: Do You Wanna Dance